# Загайкевич Богдан Вікторович
Загайкевич Богдан Вікторович (5 лютого 1887, Тернопіль — 20 серпня 1967, м. Ірвінґтон, Нью-Джерсі, США) — український громадський діяч, педагог, один із членів Товариства наукових викладів імені Петра Могили, співзасновник Українського регіонального музею «Стривігор (музей)» у Перемишлі.

## Життєпис
Народився в Тернополі в родині доктора філософії Віктора Загайкевича. Навчався в гімназії Тернополя, потім Львова. У 1912 році закінчив Львівський університет. 1912—1914 рр. — працював в Українській чоловічій гімназії в місті Перемишль (нині Польща).
Брат Володимир Вікторович Загайкевич — український громадсько-політичний діяч Перемишльського краю часів Австро-Угорщини, доктор права.
1914—1918 рр. — поручник українського національного військового формування «Українські січові стрільці», 1918—1919 рр. — сотник регулярної армії Західно-Української Народної Республіки (ЗУНР).
1922—1923 рр. — працював в Українському інституті для дівчат у Перемишлі. 1922—1939 рр. — продовжив працювати в Українській державній чоловічій гімназії (Перемишль).
Із 1932 року один із членів Товариства наукових викладів імені Петра Могили, співзасновник і директор Українського регіонального музею «Стривігор».
1941—1944 р.р. — голова Українського допомогового комітету (Польща), мета діяльності якого — харчова допомога й суспільна опіка над дітьми, хворими, інвалідами, допомога студентам.
1944—1950 рр. — емігрував у Німеччину, у західних зонах якої виникли українські табори для біженців, де працювали церкви, школи, дитячі садки, культурні установи, друкувалися газети. У м. Берхтесґаден обіймав посаду голови Таборової ради.
У 1950 році емігрував у США. Учителював у м. Елізабет та м. Ірвінґтоні (штат Нью-Джерсі). Працював у системі Наукового товариства імені Шевченка у США (НТШ), був членом Української вільної академії наук (УВАН), керівником академічної секції «Книгознавство».

## Творчі наробки
Редактор і співавтор книги «Перемишль — західний бастіон України: Збірник матеріалів до історії Перемишля і Перемиської землі» (Нью-Йорк; Філадельфія, 1961), автор переказу розвідки О. Зубрицького «Дещо з минувшини Перемишля» (г. «Надсянська земля», 1939, ч. 1), низки статей з історичної та педагогічної тематики.